# Västra Värends domsaga
Västra Värends domsaga var en domsaga i Kronobergs län. Den bildades 1680 och kallades med detta namn från mitten av 1800-talet. Den omfattade då tre härader. 1892 bröts Kinnevalds härad och Norrvidinge härad ut och bildade Mellersta Värends domsaga. Kvar var då bara Allbo härad men domsagan bibehöll namnet Västra Värends domsaga.
Domsagan avskaffades den 1 januari 1971 och huvuddelen verksamheten överfördes till Växjö tingsrätt; delarna inom Älmhults kommun överfördes till Ljungby tingsrätt.

## Tingslag
- Kinnevalds tingslag till 1892
- Norrvidinge tingslag till 1892
- Allbo tingslag som från 1940-talet kallades Västra Värends tingslag.

## Häradshövdingar
- 1680–1687 Johan Michelsson
- 1688–1718 Jonas Nyman
- 1719–1745 Lars Bex
- 1746–1758 Carl Christoffer Dahlström
- 1759–1772 Johan Fredrik Wesslo
- 1772–1804 Jakob Henrik Kugelberg
- 1805–1812 Vilhelm Klinteberg
- 1812–1860 Andreas Magnus af Klinteberg
- 1860–1871 Fredrik Magnus Wahlbom
- 1872–1890 Carl Hasselrot
- 1892–1903 Carl Fredrik Miles Fleetwood
- 1904–1924 Carl Thorsten Blix
- 1924–1946 Gustaf Alfred Casimir Lindwall
- 1947–1965 Johan Wilhelm Arnold Herrlin
- 1965–1970 Harald Kastrup